# Estádio Indoor de Singapura
O Estádio Interior de Singapura (em inglês:  Singapore Indoor Stadium, chinês: 新加坡室內体育馆, pinyin: Xīnjīapō shìnèi tǐyùguǎn, e em malaio:  Stadium Tertutup Singapura) é uma arena esportiva coberta, situada em Kallang, Singapura.
O estádio está a uma curta distância do Estádio Nacional de Singapura, e juntos eles fazem parte do Centro Esportivo de Singapura. O Singapore Indoor Stadium foi classificada como a 150ª arena mais movimentada do mundo em 2015, com 72.342 ingressos vendidos naquele ano.
A construção da arena começou em 1 de Janeiro de 1985 e foi feita a um custo de US$ 90 milhões. A arena foi projetada pelo arquiteto japonês Kenzo Tange, e tem um telhado em forma de cone e uma arena sem pilares. Foi concluída em 1 de Março de 1987 e oficialmente aberta ao público em 1 de Julho de 1988. Em 31 de dezembro de 1989, a arena foi oficialmente inaugurado, em uma cerimônia inaugural, pelo então Primeiro-ministro de Singapura, Lee Kuan Yew.
Devido à sua configuração de estágio flexível, a capacidade do estádio varia de 7.306-7.968 durante shows a 8.126-10.786 durante eventos esportivos. Sua capacidade total é de cerca de 12.000.

## Capacidade
A arena tem uma configuração flexível. Com isso a capacidade varia de 10.000 pessoas a 12.000 pessoas dependendo do evento.

## Uso

### Showse exposições
Alguns cantores, bandas e músicos, como Britney Spears, Kylie Minogue, Janet Jackson, Avril Lavigne, David Bowie, Linkin Park, Black Eyed Peas, Backstreet Boys, Oasis, Coldplay, Lady Gaga, The Cure, Il Divo, Sam Hui, S.H.E, Stefanie Sun, Sammi Cheng, Andy Lau, Eric Clapton, Phil Collins, Christina Aguilera, Gwen Stefani e The Click Five já tiveram concertos nesta arena, durante turnês em Singapura. A arena também é usada para entretenimento familiar como espectáculos de patinação no gelo, circos e e espectáculos de mágica, apresentações de óperas, musicais entre outros.

### Eventos esportivos
A WWE já realizou eventos, com a marca WWE "Raw" em 2002 e com a marca WWE "SmackDown" em 2003. Em 28 de julho de 2007, o estádio sediou o "SmackDown" e a  ECW no SmackDown SummerSlam Tour.
Desde 2006, o estádio é a casa do clube de basquetebol Singapore Slingers, que competia na Liga Nacional de Basquetebol Australiana e agora participa da Liga da ASEAN.
Sediou os eventos de tênis de mesa e de badminton durante os Jogos Olímpicos da Juventude de 2010.

### Orla do estádio
Do lado de fora do estádio, existe a orla que tem lojas e restaurantes.